# 伊田広行
伊田 広行（いだ ひろゆき、1958年 - ）は、日本の社会学者。

## 人物・来歴
大阪府出身。ジェンダー論、フェミニズム、DVの研究者で、シングル単位、脱主流秩序の生きかたを唱える。北欧の個人単位型社会民主主義を目指す論者。
社会の制度や意識を家族単位（カップル単位、世帯単位）でなく、個人を単位としたものに設計しなおすべきだとし、恋人や夫婦、家族を「自分と一体のもの」とするのでなく、自立した「他者」だと尊重する「シングル単位論」を１９９０年から提唱している。その後、スピリチュアル・シングル主義、主流秩序論などと、その主張を発展的に展開している。
辻元清美の支援団体「つじもとネット」元代表。1986年から1988年まで中東経済研究所・エジプト事務所勤務。1992年大阪市立大学大学院経済学専攻中退、1993年大阪経済大学経済学部専任講師、1996年助教授、1998年スウェーデン・ストックホルム大学にて在外研究、2005年大学を退職。以降、立命館大学大学院等非常勤講師。DV加害者更生プログラムNOVO主催者。「DVと虐待」の問題に対する解決策を２０２０年に提起。
メインHP  https://idahiro-web-1.jimdosite.com 
FB　 (20+) 伊田 広行 | Facebook 
ブログ「ソウルヨガ」　
HP   DVについてのＨＰ　
HP　伊田の過去に書いたもの　（主に、いまネットで見れないものを中心に）

## 著書
- 『性差別と資本制 シングル単位社会の提唱』啓文社（大阪経済大学研究叢書）1995
- 『樹木の時間 もう鼻血も出ねぇ!』啓文社 1997.12
- 『21世紀労働論 規制緩和へのジェンダー的対抗』青木書店 1998.2
- 『シングル単位の社会論 ジェンダー・フリーな社会へ』世界思想社 1998.4
- 『シングル単位の恋愛・家族論 ジェンダー・フリーな関係へ』世界思想社 1998.4
- 『21世紀労働論 ―― 規制緩和へのジェンダー的対抗』青木書店　1998
- 『シングル化する日本』洋泉社・新書y 2003.4
- 『スピリチュアル・シングル宣言 生き方と社会運動の新しい原理を求めて』明石書店 2003.4
- 『はじめて学ぶジェンダー論』大月書店 2004.3
- 『続・はじめて学ぶジェンダー論』大月書店 2006.3
- 『これからのライフスタイル』大月書店（仕事の絵本）2007
- 『「まだ結婚しないの?」に答える理論武装』光文社新書 2008.7
- 『デートDVと恋愛』大月書店, 2010.11.
- 『ストップ!デートDV 防止のための恋愛基礎レッスン』解放出版社, 2011.11.
- 『閉塞社会の秘密──主流秩序の囚われ』（アットワークス、２０１５年４月）
- 『デートＤＶ・ストーカー対策のネクストステージ』（解放出版社、2015年）
- 『超リアルなストーカー対処策を考える―ストーカーに対処するために知っておいたほうがいい、恋愛・別れの考え方と制度と法律の使い方（電子書籍、2015年6月）
- 続　デートＤＶ・ストーカー対策のネクストステージ　（電子書籍2015年5月、増補・オンデマンド印刷書籍＆電子書籍、2019年3月）
- いかに生きるかの具体的テーゼ３４０（2016年１月、電子書籍Kindle版、2020年5月増補・オンデマンド印刷書籍＆電子書籍）
- こんなひどい社会の中で、それでもちゃんと生きていく方法――主流秩序論2冊のエッセンス＋学生さんの自己洞察（電子書籍2016年１月、増補版・オンデマンド印刷書籍＆電子書籍　2020年５月）
- 主流秩序と労働―――高賃金、安定の正社員、結婚を目指すような労働運動ではなく（kindle電子書籍、２０１７年８月発行、増補・オンデマンド印刷書籍＆電子書籍2020年5月）
- シングル単位のデートＤＶ防止教育を広げよう ―― デートＤＶ予防学 No.2　（Ｋｉｎｄｌｅ、2019年５月、電子書籍＆ オンデマンド印刷書籍）
- シングル単位思考法でわかる　デートＤＶ予防学　（かもがわ出版、２０１８年１２月）
- アドラー心理学で学ぶジェンダー論―――—主流秩序の視点からの新しいアプローチ　（Kindle,201９年2月、オンデマンド印刷書籍＆電子書籍）
- はじめて学ぶ主流秩序論　（Kindle,201９年２月　オンデマンド印刷書籍＆電子書籍）
- デートＤＶ／ストーカー蔓延の実態と背景（Kindle,2019年2月、オンデマンド印刷書籍＆電子書籍）
- 主流秩序社会の実態と対抗―――続・閉塞社会の秘密（Kindle、オンデマンド印刷書籍＆電子書籍版　2020年６月、　電子書籍3分割版2015年12月）
- 「ＤＶと虐待」対策・改善提言２０２０　――――　野田市小４女児虐待殺人事件を契機にした、DV加害者更生教育の経験からの「ＤＶと虐待」への提言レポート（Kindle, オンデマンド印刷書籍、2020年３月）
- 戦争に近づく時代の生き方について―――戦争／ナショナリズム／暴力に対する、非暴力／主流秩序の観点（電子書籍　2016年3月、増補版・オンデマンド印刷書籍＆電子書籍2020年９月）

### 編著
- 『セックス・性・世界観 新しい関係性を探る』（編著）法律文化社 1997.12
- 『いろんな国、いろんな生き方』堀口悦子共著 大月書店（ジェンダー・フリーの絵本）2001
- 編著　日本女性学会・ジェンダー研究会編『Ｑ＆Ａ　男女共同参画/ジェンダーフリー・バッシング―――バックラッシュへの徹底反論』（明石書店、2006年
- 『貧困と学力』岩川直樹共編著 明石書店（未来への学力と日本の教育）2007
- 『〈働く〉ときの完全装備 15歳から学ぶ労働者の権利』橋口昌治,肥下彰男共著.　解放出版社,　2010.9.

- 「主流秩序にいかに向かうか―――学生たちの実態と本音、そして少しの突破」（主流秩序論ＮＯ６、2016年３月、電子書籍Kindle版、アマゾン）
- 『主流秩序にいかに向かうか（２）―――学生たちの実態と本音、そして少しの突破』（2016年３月、電子書籍アマゾン）
- 『主流秩序にいかに向かうか（３）―――学生たちの実態と本音、そして少しの突破』（2016年６月、電子書籍）
- ●『私はこの講義を受けるまで深く考えたことがなかった―――主流秩序と私』（学生本NO４,電子書籍、2016年12月）
- 『主流秩序・ジェンダー秩序の講義を受けて学生が本気で告白したこと―――Ａ大学・ジェンダー論講義のレポート（学生本ＮＯ５）』（電子書籍、２０１７年３月）
- 「主流秩序概念を使って自分を見つめたら―――学生さんの本NO６」（電子書籍、２０１７年３月）
- 『主流秩序概念を知って見えてきたこと―――学生さんの本NO７』（２０１７年５月発行　電子書籍、アマゾン）
- 『主流秩序概念を知って見えてきたこと―――学生さんの本NO８』（２０１７年６月発行　電子書籍、アマゾン）
- 『主流秩序概念を知って見えてきたこと―――学生さんの本NO９』（２０１７年７月発行　電子書籍、アマゾン）
- 『主流秩序概念を知って見えてきたこと―――学生さんの本NO１０』（２０１７年７月発行　電子書籍、アマゾン）
- 『主流秩序概念を学んで見えてきたこと―――学生さんの本NO.１１』（２０１８年９月発行、電子書籍、アマゾン）

### 翻訳
- デボラ・ミッチェル『福祉国家の国際比較研究 LIS10カ国の税・社会保障移転システム』埋橋孝文,三宅洋一,伊藤忠通,北明美共訳（啓文社、1993年）